# Les Muses inquiétantes
Les Muses inquiétantes est un tableau (97 × 66 cm) réalisé entre 1917 et 1918 en peinture à l'huile sur toile par le peintre italien Giorgio De Chirico. Il s'agit d'une peinture métaphysique propre à l'artiste, dont il existe deux exemplaires, l'un conservé à la Pinakothek der Moderne de Munich (gouache sur papier), l'autre dans une collection privée à Milan.

## Description
L'œuvre représente un espace ouvert sur lequel se trouvent au premier plan deux statues classiques : l'une debout et l'autre assise sur un socle. Les deux personnages, qui ont la tête d'un mannequin de tailleur, sont entourés de divers objets, tandis qu'à l'arrière-plan se trouve une troisième statue masculine. La perspective des lignes fuyantes est incorrecte et converge trop haut vers l'arrière-plan dans la représentation du Château d'Este de Ferrare, ici à côté d'une usine. L'atmosphère est irréellement silencieuse et aliénante, notamment grâce aux couleurs chaudes et à la lumière statique et intense,,.

## Inspirations et interprétations
La présence de divers symboles au sein du tableau rend son interprétation difficile. Malgré cela, le château en arrière-plan fait référence à Ferrare, la ville où est née la peinture métaphysique (théâtre de la rencontre cruciale avec Carlo Carrà, ainsi que lieu de réflexions esthétiques fondamentales), et le mannequin debout au premier plan représente probablement Hippodamie, un personnage mythologique qui, pendant la bataille des Centaures et des Lapithes, attendait avec inquiétude l'issue de la bataille, sentiment qui a inspiré le titre de l'œuvre,.
Dans son ouvrage La Metafisica schiarita, Maurizio Calvesi affirme que l'absence d'yeux des mannequins est une référence aux poètes de l'Antiquité qui, selon la tradition grecque antique, souffraient de cécité. Toujours selon l'auteur, « l'inhumanité » des muses fait référence à une « humanité archaïque et originelle, voyante, héroïque, habitante d'époques lointaines et mystérieuses et en ce sens, certainement, inhumaine ».
Une clé pour comprendre l'œuvre peut être la correspondance, publiée en 2014, entre l'artiste et Antonia Bolognesi, qu'il a rencontrée lors de son séjour à Ferrare et représentée dans le célèbre tableau Alceste, de 1918.